# Waldeckia obesa
Waldeckia obesa is een vlokreeftensoort uit de familie van de Lysianassidae. De wetenschappelijke naam van de soort is voor het eerst geldig gepubliceerd in 1905 door Edouard Chevreux.
Een exemplaar van deze soort werd ontdekt in december 1904 tijdens de expeditie naar Antarctica van het Franse schip Français, nabij Booth Eiland (ook wel Wandel Eiland genaamd), in de maag van een stormbandpinguïn (Pygoscelis antarctica).